# Suzanne Evans
Pour les articles homonymes, voir Suzanne Evans.
', née en février 1965 à Shrewsbury, est une femme politique britannique, membre de l'UKIP.

## Biographie
Suzanne (Elizabeth) Evans est née en février 1965 à Shrewsbury dans le comté de Shropshire. Sa mère était enseignante et son père travaillait dans l'horlogerie. Elle fait ses études à l'Université de Lancaster où elle obtient un diplôme d'études religieuses.
Suzanne Evans est journaliste et travaille pour la BBC Radio de 1987 à 1999. Depuis 2000, elle travaille de manière indépendante comme conseillère en relations publiques et marketing. De 2006 à 2013, elle est par ailleurs directrice de la communication d'Aquarius.
Lors des élections générales de 2015, elle est candidate de l'UKIP dans la circonscription de Shrewsbury and Atcham, où elle termine en 3e place avec 14,4 % des suffrages exprimés.
Le 8 mai 2015 Nigel Farage démissionne et la nomme chef du parti politique britannique UKIP par intérim, avant de revenir quelques jours plus tard sur sa décision.